# Academia Nacional de Navegación de Weymouth y Pórtland

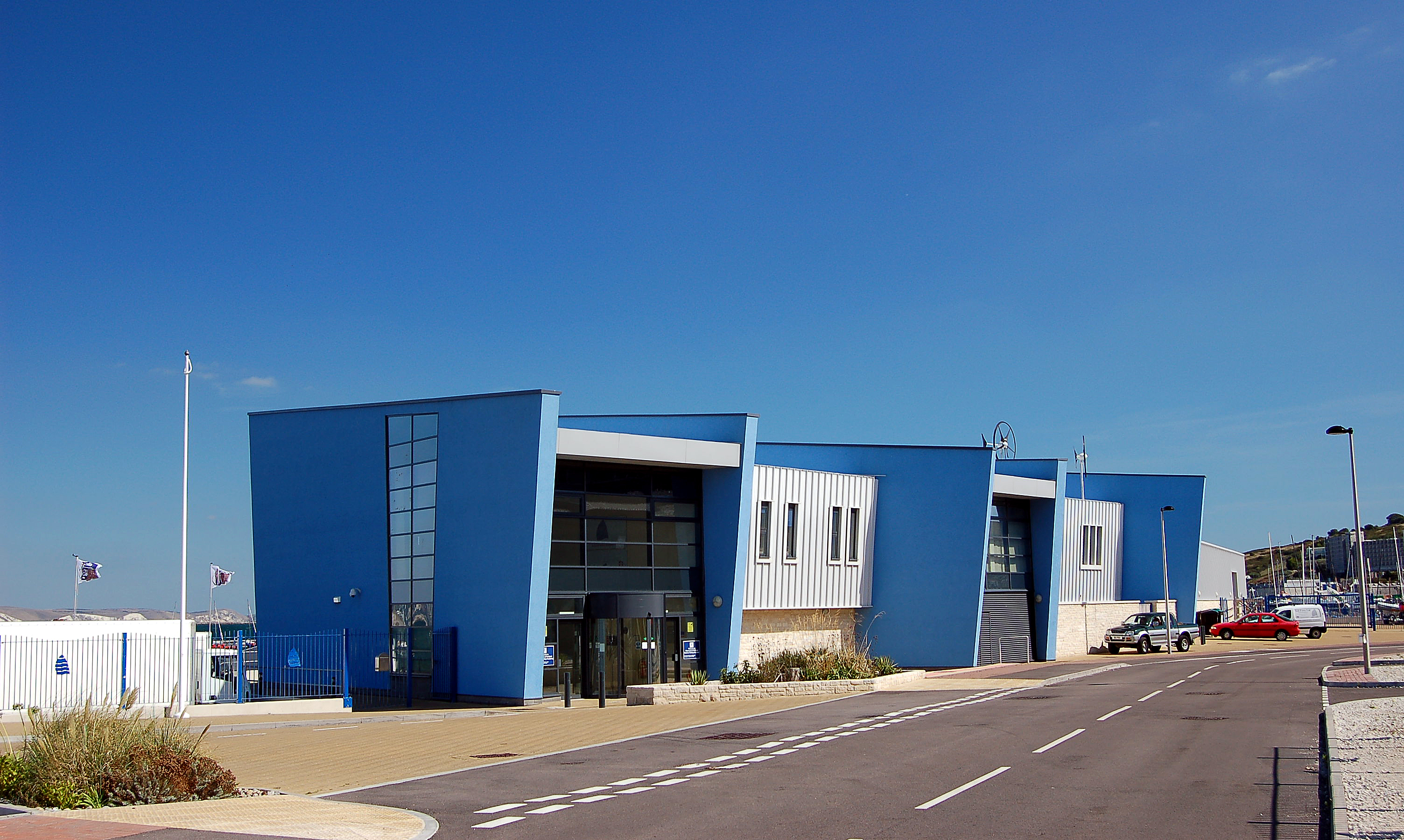
Edificio de la academia en Osprey Quay.

La Academia Nacional de Navegación de Weymouth y Portland (en inglés: Weymouth and Portland National Sailing Academy) es un centro para la navegación en la isla de Portland, Dorset, en la costa sur de Inglaterra, Reino Unido. El edificio de la Academia fue construido en Osprey Quay en el lado norte de la isla. Las aguas del puerto de Portland y de la bahía de Weymouth, adyacentes al lugar, son las áreas más usadas. Eventos de navegación locales, nacionales e internacionales son llevados a cabo en la isla desde la apertura de la Academia en el 2000. En 2005, la institución fue elegida para encargarse de los eventos pertinentes a su disciplina en los Juegos Olímpicos de Londres 2012.